# 四川農業大学
四川農業大学（しせんのうぎょうだいがく、英名：Sichuan Agricultural University）は、中国四川省成都市、雅安市にキャンパスを置く中国の公立大学であり、中国教育部の211工程、双一流という拠点大学建設プロジェクト入りの農業系国家重点大学である。学校の面積は300ヘクタール、生徒数約39,000人、学部生約34,000人、院生約4,000人、教職員約3,000人。1906年に創立された。大学の略称は川農。

## 沿革

### 年表
- 1906年　四川通省農業学堂を設置
- 1914年　四川公立農業専門学校に改称
- 1927年　四川公立農業専門学校・四川公立法政専門学校・四川公立工業専門大学・四川公立外国語専門学校・四川公立国学専門学校などを統合し、公立四川大学が発足し、公立四川大学農科学院を設置
- 1931年　公立四川大学から四川省立農学院を分離設置
- 1935年　四川省立農学院と重慶大学農学院ともに国立四川大学を農学院として吸収
- 1956年　雅安市に移転、四川農学院を設置
- 1985年　四川農業大学に改称
- 2001年　四川省林業学校を吸収合併、都江堰キャンパスを設置
- 2010年　成都市温江区に成都キャンパスを設置

## 施設

### キャンパス
- 成都キャンパス（四川省成都市温江区）
- 雅安キャンパス(四川省雅安市)
- 都江堰キャンパス（四川省成都市都江堰市）

## 教育研究組織

### 成都キャンパス
- 農学院
- 動物科技学院
- 動物医学院
- 林学院
- 園芸学院
- 資源学院
- 環境学院
- 経済学院
- 管理学院
- 風景園林学院
- 国際学院
- 草業科学技術学院
- マルクス主義学院
- 生態環境研究所
- 区域経済と金融研究所
- 四川省農村発展研究センター
- 園林研究所
- イネ研究所
- 小麦研究所
- トウモロコシ研究所
- 動物栄養研究所
- 国家重点実験室

### 雅安キャンパス
- 理学院
- 生命科学学院
- 機電学院
- 食品学院
- インフォメーションエンジニアリング学院
- 水利水電学院
- 文学学院
- 法律学院
- 体育学院
- 芸術とメディア学院
- 遠程と再教育学院

### 都江堰キャンパス
- 建築と城乡规划学院
- 土木工学学院
- 旅游と商業学院
- 基礎教育部

## 対外関係
協定校はアメリカ、イギリス、フランス、ドイツ、カナダ、ロシア、日本、韓国、香港、台湾など世界20カ国30校以上に上る。その一部は次のとおり。
- アメリカ合衆国
  - ルイジアナ州立大学
  - イリノイ大学
  - パデュー大学
  - ミシガン州立大学
- フランス
  - ICN Business School
- 中華民国
  - 国立台湾芸術大学
  - 朝陽科技大学[3]

### 日本における協定校
- 北海道大学
- 東京大学[4]
- 広島大学[5]
- 県立広島大学[6]

部局間協定
- 信州大学 農学部と園芸学院